# Raimundas Leonas Rajeckas
Raimundas Leonas Rajeckas (* 27. Oktober 1937 in Šiauliai; † 11. August 1997 in Vilnius) war ein litauischer Politiker und Ökonom.

## Leben
Ab 1942 lebte er in Panevėžys. Nach dem Abitur 1954 an der 1. Mittelschule absolvierte er 1959 das Diplomstudium an der Technischen Universität Kaunas, ab 1964 die Aspirantur.  1970 habilitierte er in Wirtschaftswissenschaft. Ab 1972 war er Professor. Von 1987 bis 1992 lehrte er an der Vilniaus universitetas. Er leitete den Lehrstuhl für Wirtschaftskybernetik.  Von 1987 bis 1992 war er Vizepräsident der Lietuvos mokslų akademija. Ab 1988 war er Mitglied von Sąjūdis. Ab 1994 war er Botschafter und von 1996 bis 1997 Mitglied im Seimas.
Raimundas Leonas Rajeckas starb 1997 in Vilnius. Sein Grab befindet sich auf dem Friedhof Rokantiškės.